# Lengyelország a 2011-es úszó-világbajnokságon
Lengyelország a 2011-es úszó-világbajnokságon 13 sportolóval vett részt.

## Érmesek
|     | Nemzet        | Arany | Ezüst | Bronz | Összesen |
| 23. | Lengyelország | 0     | 1     | 0     | 1        |

| Érem      | Név             | Sport | Esemény                         | Dátum      |
| --------- | --------------- | ----- | ------------------------------- | ---------- |
| Ezüstérem | Konrad Czerniak | Úszás | Férfi 100 méteres pillangóúszás | július 30. |

## Műugrás
Férfi
| Versenyző         | Esemény                 | Selejtező | Selejtező | Elődöntő          | Elődöntő          | Döntő             | Döntő             |
| Versenyző         | Esemény                 | Pont      | Helyezés  | Pont              | Helyezés          | Pont              | Helyezés          |
| ----------------- | ----------------------- | --------- | --------- | ----------------- | ----------------- | ----------------- | ----------------- |
| Andrzej Rzeszutek | Férfi 1 méteres műugrás | 369.60    | 10 Q      |                   |                   | 368.95            | 8                 |
| Andrzej Rzeszutek | Férfi 3 méteres műugrás | 359.75    | 35        | Nem jutott tovább | Nem jutott tovább | Nem jutott tovább | Nem jutott tovább |

## Úszás
Férfi
| Versenyző(k)                                                                         | Esemény                            | Selejtező | Selejtező | Elődöntő          | Elődöntő          | Döntő             | Döntő             |
| Versenyző(k)                                                                         | Esemény                            | Idő       | Helyezés  | Idő               | Helyezés          | Idő               | Helyezés          |
| ------------------------------------------------------------------------------------ | ---------------------------------- | --------- | --------- | ----------------- | ----------------- | ----------------- | ----------------- |
| Filip Wypych                                                                         | Férfi 50 méteres gyorsúszás        | 22.99     | 36        | Nem jutott tovább | Nem jutott tovább | Nem jutott tovább | Nem jutott tovább |
| Konrad Czerniak                                                                      | Férfi 100 méteres gyorsúszás       | 48.92     | 15 Q      | 48.48             | 9                 | Nem jutott tovább | Nem jutott tovább |
| Konrad Czerniak                                                                      | Férfi 50 méteres pillangóúszás     | 23.52     | 7 Q       | 23.48 NR          | 9                 | Nem jutott tovább | Nem jutott tovább |
| Konrad Czerniak                                                                      | Férfi 100 méteres pillangóúszás    | 52.10     | 6 Q       | 51.54             | 2 Q               | 51.15 NR          | Ezüstérem         |
| Mateusz Sawrymowicz                                                                  | Férfi 400 méteres gyorsúszás       | 3:56.22   | 31        |                   |                   | Nem jutott tovább | Nem jutott tovább |
| Mateusz Sawrymowicz                                                                  | Férfi 1500 méteres gyorsúszás      | 15:02.56  | 9         |                   |                   | Nem jutott tovább | Nem jutott tovább |
| Radosław Kawęcki                                                                     | Férfi 100 méteres hátúszás         | 55.01     | 28        | Nem jutott tovább | Nem jutott tovább | Nem jutott tovább | Nem jutott tovább |
| Radosław Kawęcki                                                                     | Férfi 200 méteres hátúszás         | 1:57.97   | 8 Q       | 1:57.15           | 5 Q               | 1:57.33           | 5                 |
| Marcin Tarczyński                                                                    | Férfi 100 méteres hátúszás         | 55.28     | 33        | Nem jutott tovább | Nem jutott tovább | Nem jutott tovább | Nem jutott tovább |
| Marcin Tarczyński                                                                    | Férfi 200 méteres vegyesúszás      | 2:01.14   | 23        | Nem jutott tovább | Nem jutott tovább | Nem jutott tovább | Nem jutott tovább |
| Dawid Szulich                                                                        | Férfi 50 méteres mellúszás         | 28.34     | 28        | Nem jutott tovább | Nem jutott tovább | Nem jutott tovább | Nem jutott tovább |
| Dawid Szulich                                                                        | Férfi 100 méteres mellúszás        | 1:02.24   | 43        | Nem jutott tovább | Nem jutott tovább | Nem jutott tovább | Nem jutott tovább |
| Sławomir Kuczko                                                                      | Férfi 200 méteres mellúszás        | 2:13.75   | 24        | Nem jutott tovább | Nem jutott tovább | Nem jutott tovább | Nem jutott tovább |
| Paweł Korzeniowski                                                                   | Férfi 100 méteres pillangóúszás    | 52.57     | 16 Q      | 52.54             | 14                | Nem jutott tovább | Nem jutott tovább |
| Paweł Korzeniowski                                                                   | Férfi 200 méteres pillangóúszás    | 1:56.51   | 9 Q       | 1:55.85           | 8 Q               | 1:55.39           | 6                 |
| Marcin Cieslak                                                                       | Férfi 200 méteres pillangóúszás    | 1:56.56   | 10 Q      | 1:56.13           | 11                | Nem jutott tovább | Nem jutott tovább |
| Marcin Cieslak                                                                       | Férfi 200 méteres vegyesúszás      | 1:59.77   | 12 Q      | 2:01.65           | 16                | Nem jutott tovább | Nem jutott tovább |
| Marcin Tarczynski Dawid Szulich Paweł Korzeniowski Konrad Czerniak Radosław Kawęcki* | Férfi 4 × 100 méteres vegyes váltó | 3:36.13   | 7 Q       |                   |                   | 3:37.44           | 8                 |

- * Csak a selejtezőkben úszott

Női
| Versenyző          | Esemény                       | Selejtező | Selejtező | Elődöntő          | Elődöntő          | Döntő             | Döntő             |
| Versenyző          | Esemény                       | Idő       | Helyezés  | Idő               | Helyezés          | Idő               | Helyezés          |
| ------------------ | ----------------------------- | --------- | --------- | ----------------- | ----------------- | ----------------- | ----------------- |
| Alicja Tchorz      | Női 50 méteres hátúszás       | 29.50     | 34        | Nem jutott tovább | Nem jutott tovább | Nem jutott tovább | Nem jutott tovább |
| Alicja Tchorz      | Női 100 méteres hátúszás      | 1:02.04   | 25        | Nem jutott tovább | Nem jutott tovább | Nem jutott tovább | Nem jutott tovább |
| Alicja Tchorz      | Női 200 méteres hátúszás      | 2:14.27   | 26        | Nem jutott tovább | Nem jutott tovább | Nem jutott tovább | Nem jutott tovább |
| Otylia Jędrzejczak | Női 100 méteres pillangóúszás | 59.00     | 19        | Nem jutott tovább | Nem jutott tovább | Nem jutott tovább | Nem jutott tovább |
| Otylia Jędrzejczak | Női 200 méteres pillangóúszás | 2:09.01   | 13 Q      | 2:09.27           | 14                | Nem jutott tovább | Nem jutott tovább |
| Mirela Olczak      | Női 200 méteres pillangóúszás | 2:10.69   | 21        | Nem jutott tovább | Nem jutott tovább | Nem jutott tovább | Nem jutott tovább |